# ドンバール＝シュル＝ムルト
ドンバール＝シュル＝ムルト （Dombasle-sur-Meurthe）は、フランス、グラン・テスト地域圏、ムルト＝エ＝モゼル県のコミューン。

## 地理
ドンバールは、ムルト川とサノン川との合流地点にあり、県都ナンシーの南東17km、リュネヴィルの北西15kmのところにある。

## 歴史

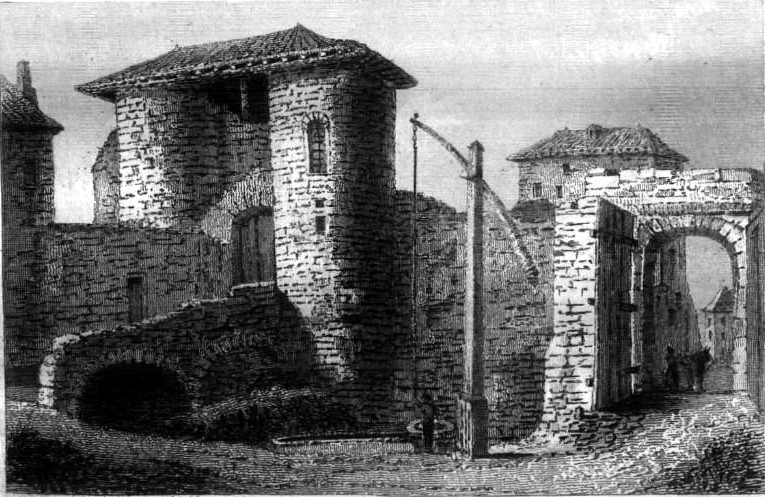
1838年に描かれた、ドンバール城のエングレーヴィング

コミューンのDombasleという名は、6世紀にロレーヌ地方でキリスト教を伝道した、聖バール・ド・ヴェルジー（fr）に由来する。
モット・アンド・ベーリーの上に建てられていたドンバール城の遺構は、1963年に自治体によって壊された。
1873年にソルベーの工場ができた後、ドンバールは世界における炭酸ナトリウム生産の中心地になり、原材料である塩と石炭や、製品がマルヌ・オー・ラン運河を利用して運搬された。塩は主にヴァランジェヴィルの塩鉱から、石炭はロレーヌ炭田から運ばれた。もともと周辺の採石場でとれる石灰岩はボートで運ばれていたが、1927年からはケーブル輸送システムで運ばれた。1984年までTPマックス社の貨物車両が使われ、その後放棄され解体された。貨物車両の複製品が、ヴァランジェヴィルのル・ブラン地区で展示されている。

## 人口統計
| 1962年 | 1968年 | 1975年 | 1982年 | 1990年 | 1999年 | 2007年 | 2014年 |
| ------ | ------ | ------ | ------ | ------ | ------ | ------ | ------ |
| 9359   | 9469   | 10027  | 9474   | 9133   | 8950   | 9716   | 9904   |

参照元:1962年から1999年までは複数コミューンに住所登録をする者の重複分を除いたもの。それ以降は当該コミューンの人口統計によるもの。1999年までEHESS/Cassini、2006年以降INSEE。

## ギャラリー

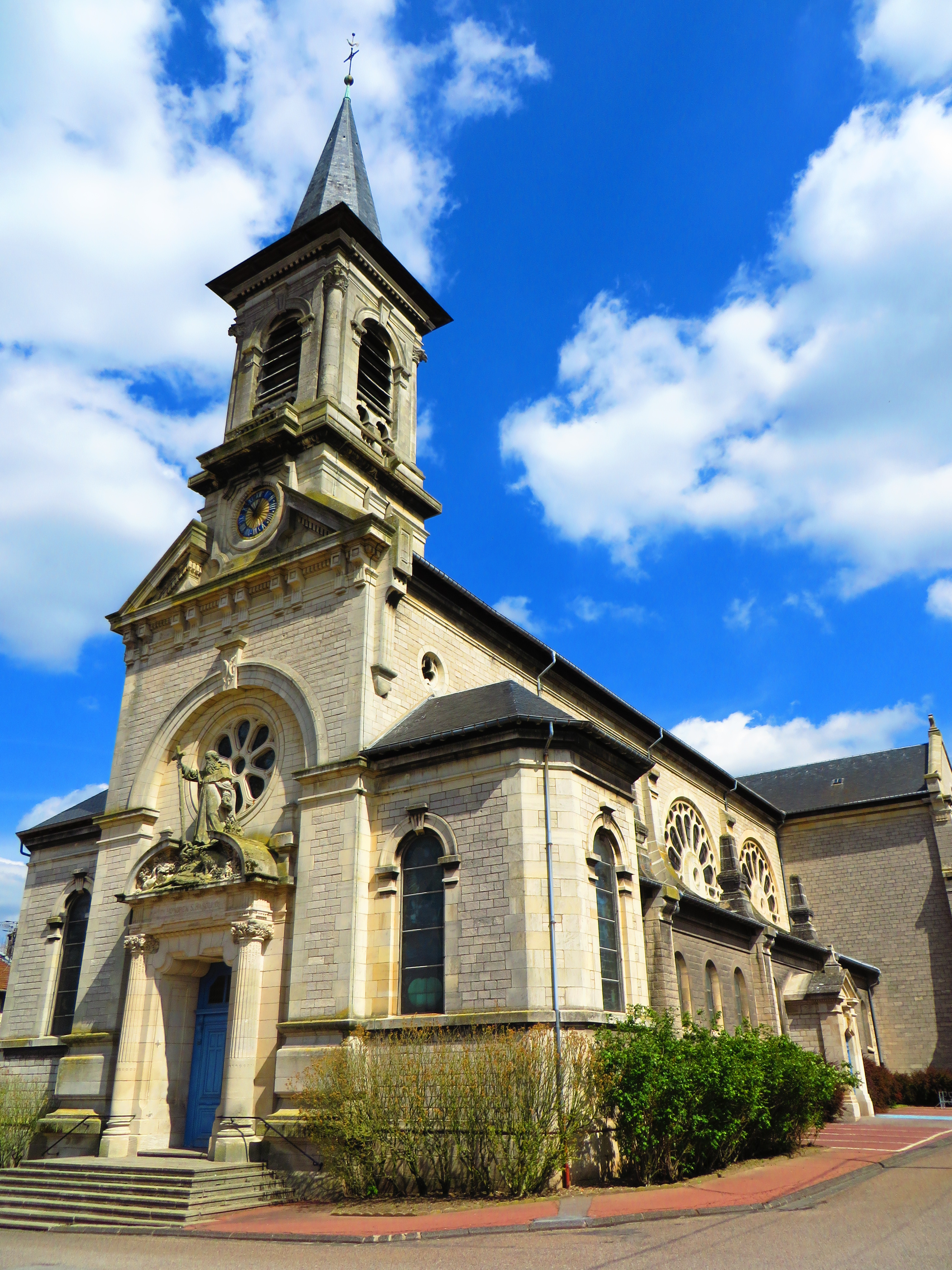
サン・バール教会
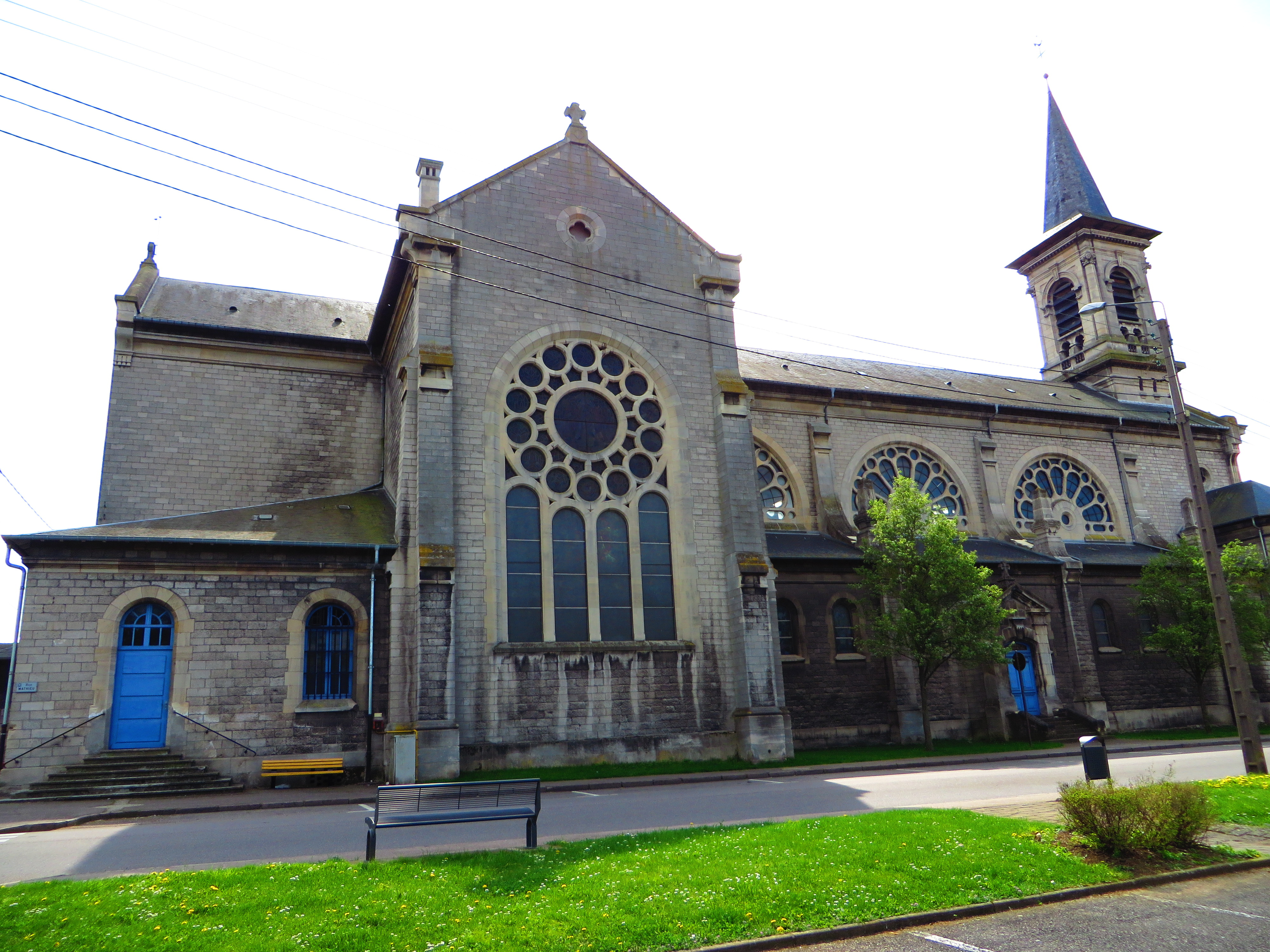
サン・バール教会
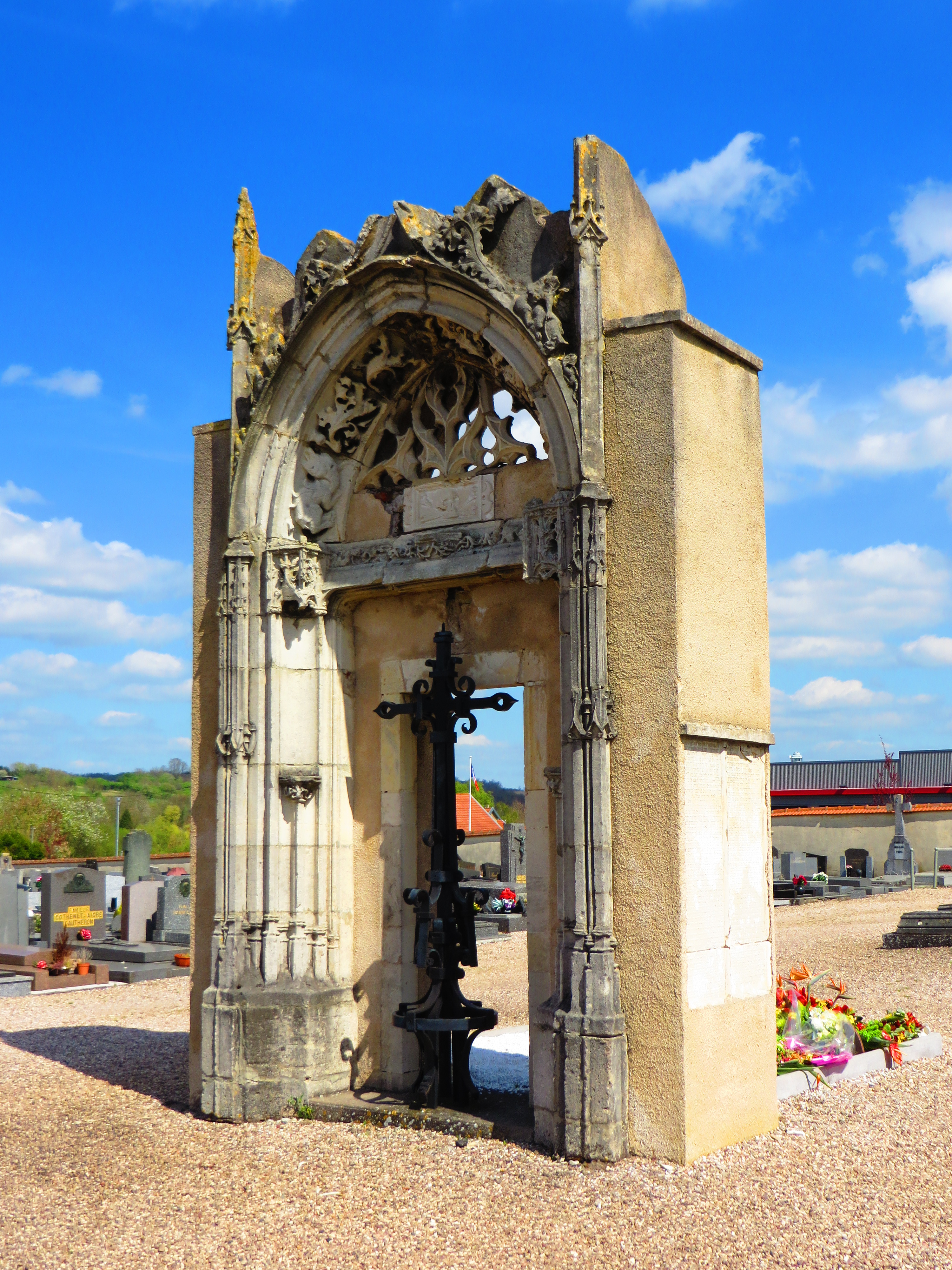
旧教会のゴシック様式の入り口
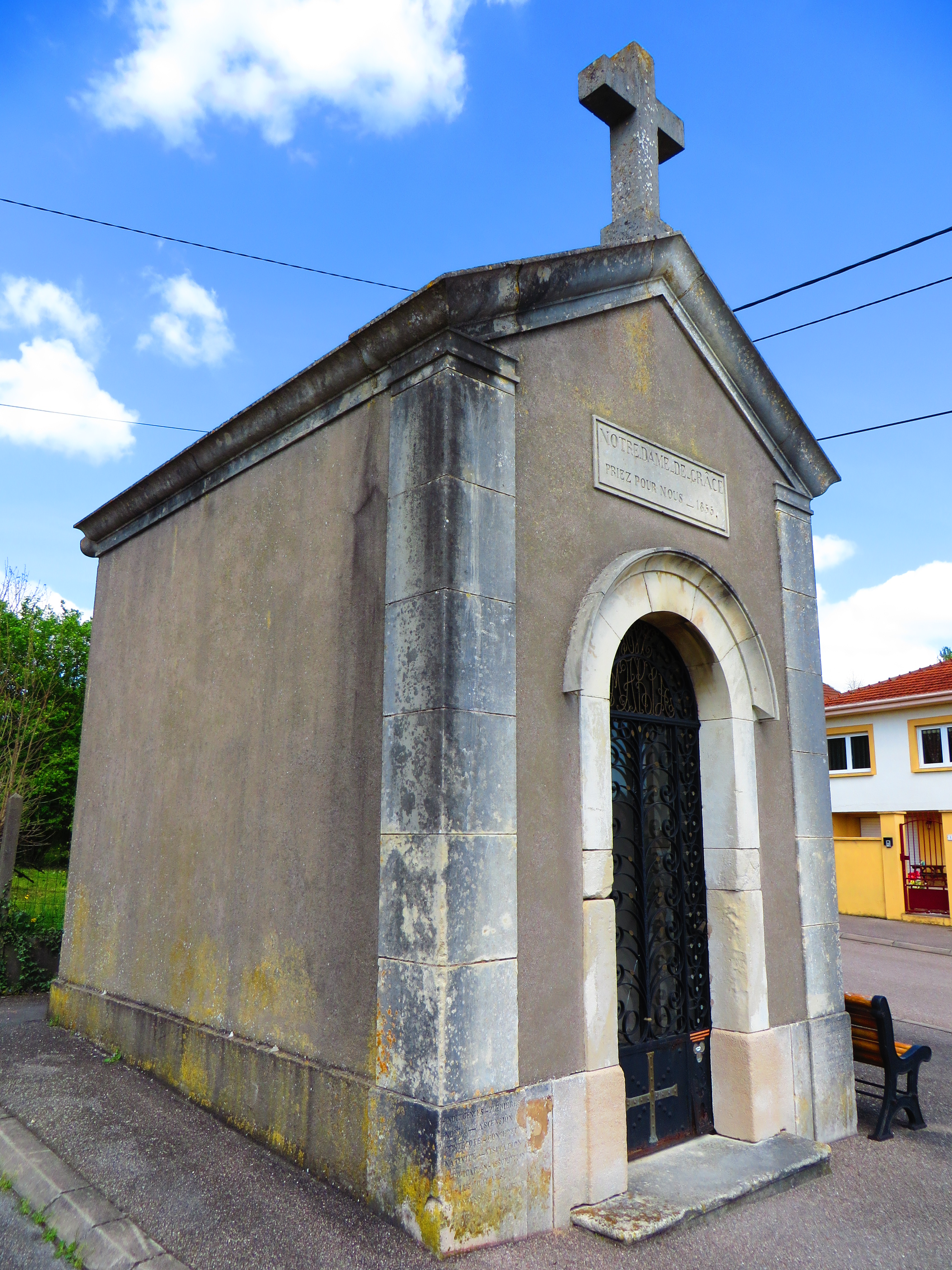
ノートルダム・ド・グラース礼拝堂
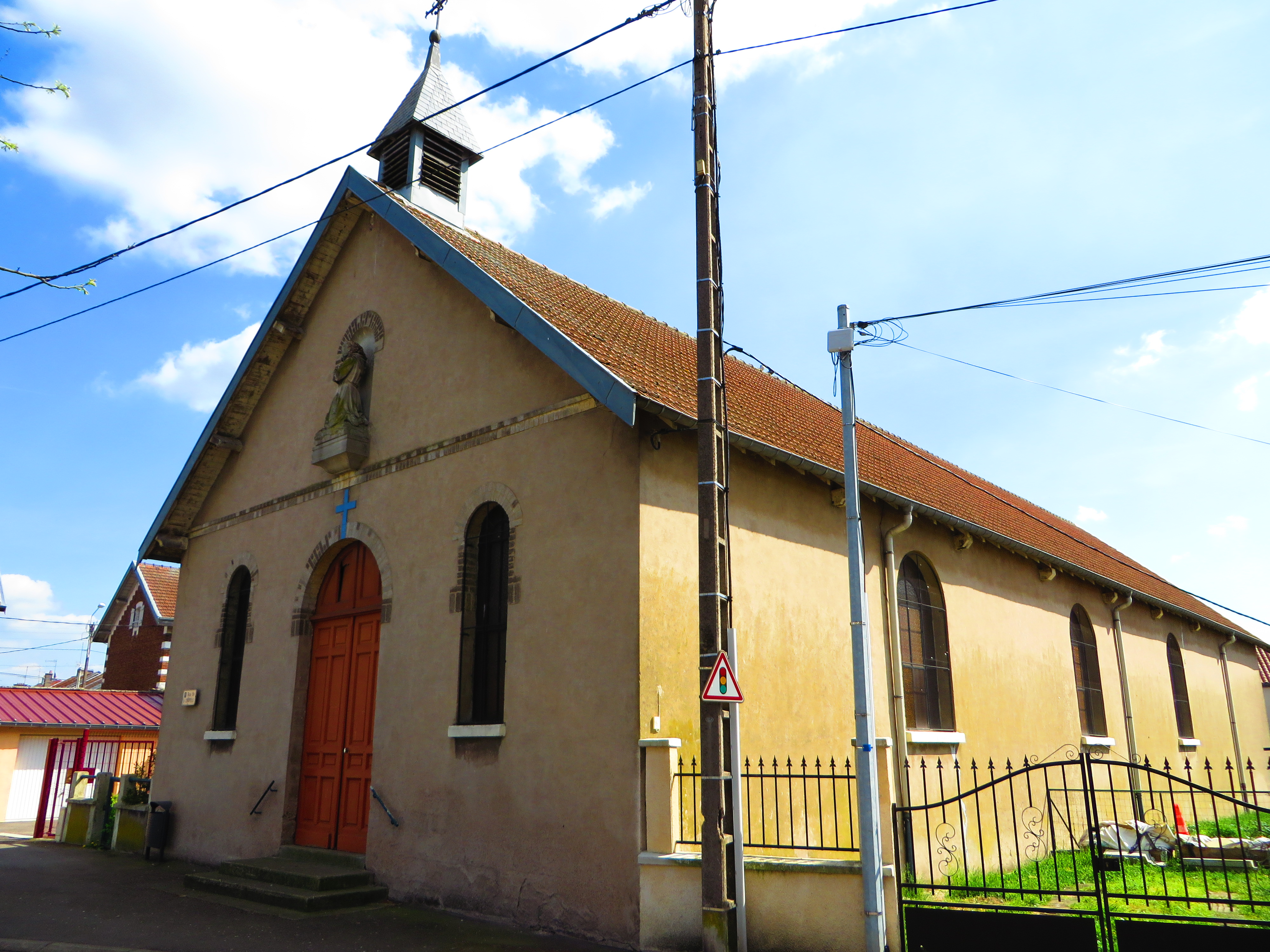
サン・ドン礼拝堂
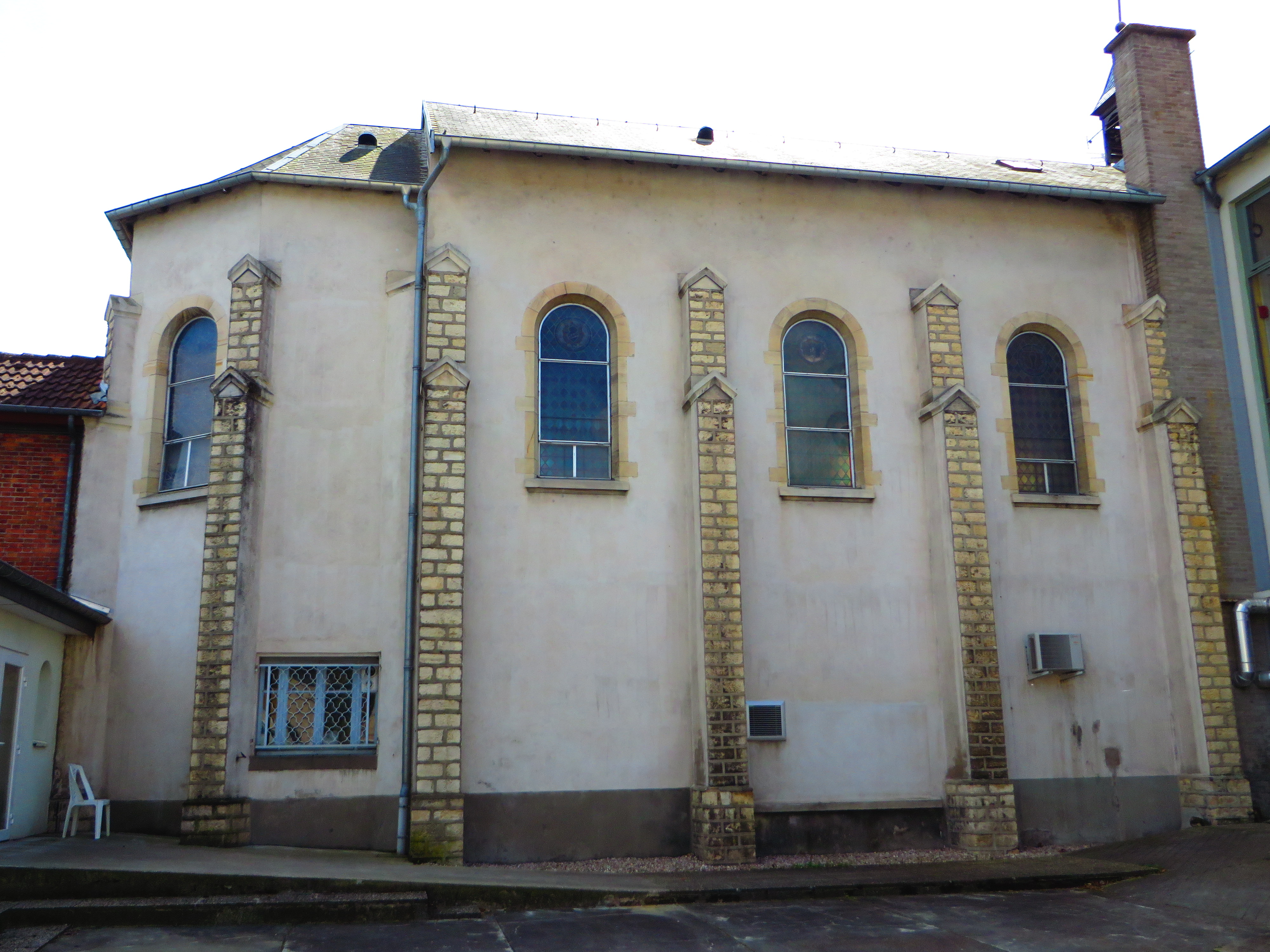
サン・シャルル老人ホーム付属の礼拝堂

## 著名な出身者
- フィリップ・クローデル